# Ehren McGhehey
Ehren McGhehey (AFI: [ˈɛɹ.ən mɛ.ˈgi.hi]) (29 de novembro 1976) é um ator e dublê dos Estados Unidos da América, conhecido por sua participação no seriado de televisão Jackass.

## Biografia
Ehren McGhehey nasceu em Portland, Oregon,filho de  dois agentes funerários [1]. McGhehey pai era um cristão forte; McGhehey afirma que é por isso que ele jura não tanto como o resto da tripulação Jackass.A família vivia acima um necrotério, Ehren com créditos que lhe ensinar "sobre a vida, morte e como brincadeira as pessoas quando elas menos esperam que ele". Ele começou a aprender skate para a idade de doze anos e aprendeu a snowboard aos quinze anos de idade. Na época ele tinha dezoito anos, ele estava começando a ficar patrocinadores. No entanto, quando ele teve um acidente de snowboard, que resultou em um pescoço quebrado, ombros e joelhos, ele decidiu que precisava de uma mudança de carreira.
Ehren geralmente usa o apelido, "Ehren Perigoso", mas depois de passar por vários tipos de situações, a equipe carinhosamente se refere a ele como "Ehren Cautelosamente Perigoso" ou "Ehren Perigoso de Vez em Quando", depende do tamanho e da cor da mochila que ele carrega naquele dia. Há uma outra boa razão para que os quadros de Ehren quase não tenham palavrões: ele é apenas um garoto carinhoso temente a Deus e filho de um coveiro.

### Jackass
Após McGhehey ter se aposentado do snowboard, devido aos seus ferimentos, ele conseguiu um emprego em uma loja de skate em Portland. Enquanto estava lá, ele começou a filmar algumas de suas idéias e acrobacias em pequena escala, mas não demorou muito para que ele fosse descoberto pelo diretor de Jackass Jeff Tremaine, que o colocou na equipe de Jackass. McGhehey também passou a aparecer em ambos os filmes Jackass. O lema de Ehren quando realiza suas acrobacias no Jackass é "Segurança em primeiro lugar".
McGhehey gerenciava uma loja de skate chamada Vale do McMinnville. Ele alegava que está trabalhando em outros filmes e projetos de televisão.Ehren fez um total de 6 filmes.
```
  ° Jackass: The Movie (2002)
  ° Grind (2003 Film) (2003)
  ° Jackass Number Two (2006)
  ° Jackass 2.5 (2007)
  ° Jackass 3D (2010)
  ° Jackass 3.5 (2011)
```